# Vaychis
Vaychis é uma comuna francesa na região administrativa de Occitânia, no departamento de Ariège. Estende-se por uma área de 4,49 km². Em 2010 a comuna tinha 26 habitantes (densidade: 5,8 hab./km²).